# De Volharding (Best)
De Volharding is de naam van een ronde stenen stellingmolen in Best, die is gebouwd als korenmolen.

## Geschiedenis
De molen werd gebouwd in 1850. In 1884 woedde er na blikseminslag brand in de molen, waarna hij werd hersteld met onderdelen van een gesloopte poldermolen uit het westen van het land, waarschijnlijk in de omgeving van Delft. In 1904 werd een stoommachine geplaatst om niet afhankelijk te zijn van de wind. De Volharding bleef tot 1936 op windkracht malen, hoewel er ook een hulpmotor (olie- of dieselmotor) aanwezig was. In 1938 werd het gevlucht verkocht. In 1947 dreigde sloop, maar de sloopvergunning werd niet afgegeven. De gemeente kocht de romp in 1998, met de bedoeling van de Volharding weer een draaiende molen te maken. In juni 2010 is een kap op de molen geplaatst en in oktober 2011 draaide de Volharding opnieuw. De roeden zijn bij de restauratie voorzien van Van Busselneuzen en remkleppen, een uitvinding die pas kort na de onttakeling van de molen is gedaan. De restaurateurs vonden het aannemelijk dat deze verbetering zou zijn toegepast wanneer De Volharding een aantal jaren langer op windkracht had gemalen.
Het interieur van de zolders is zo goed mogelijk in originele staat gebracht. De maalstenen in een van de twee koppels zijn de originele "blauwe stenen" van voor 1936; die in het andere koppel zijn gemaakt door een plaatselijk bedrijf dat kunststenen molenstenen vervaardigt. In het met de molen verbonden bijgebouw is een proeverij gevestigd.

## Foto's

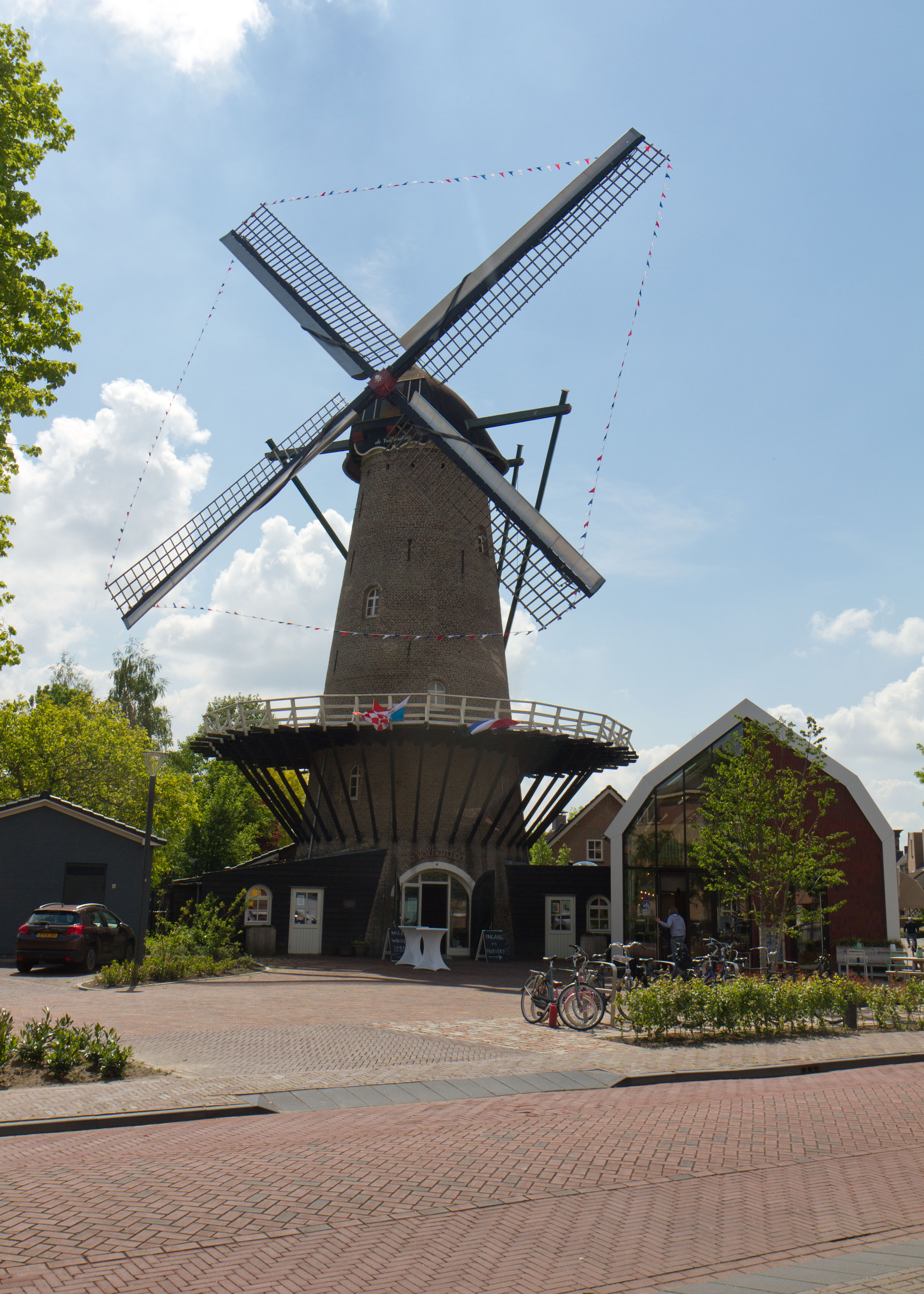
De Volharding met proeverij
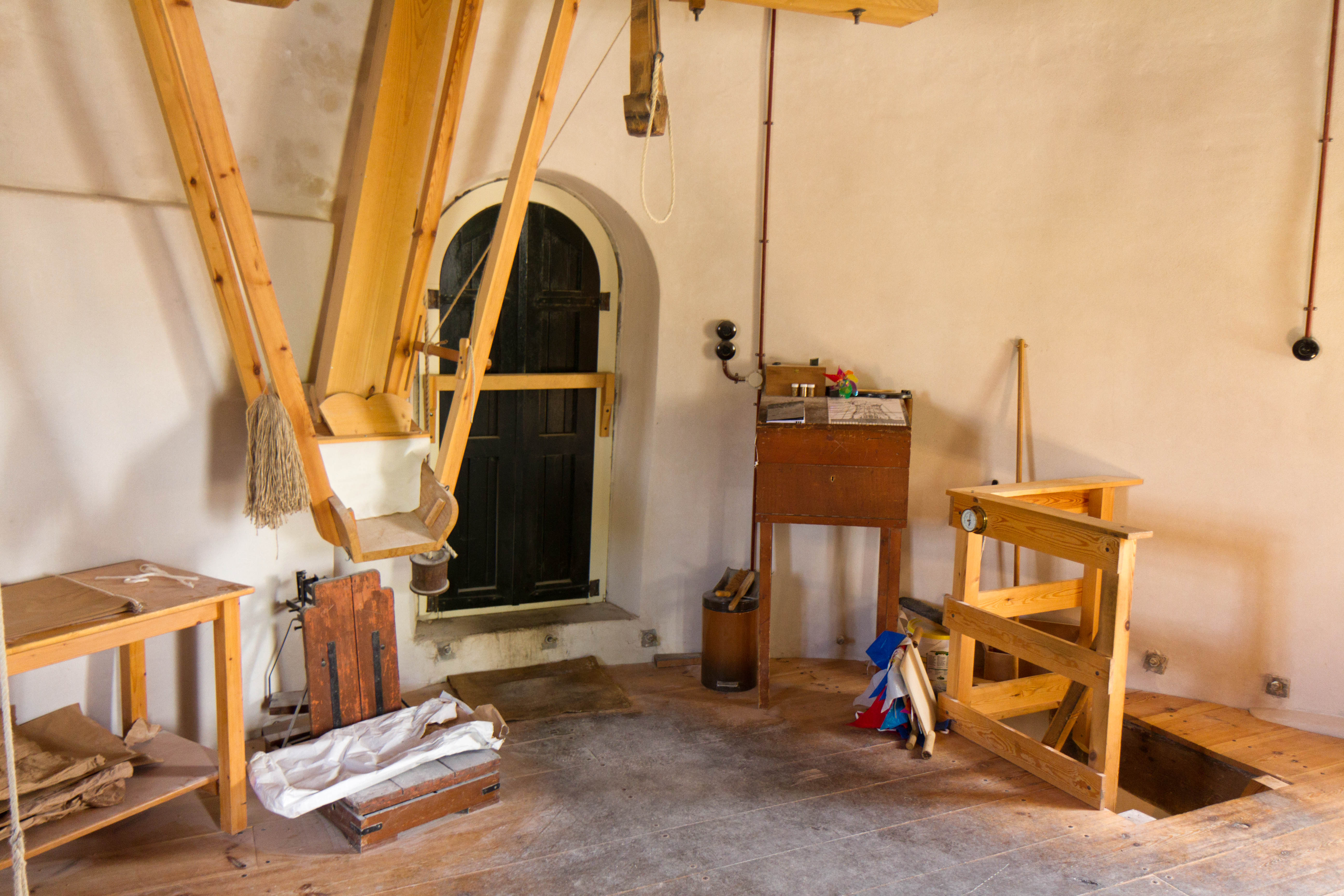
De maalzolder
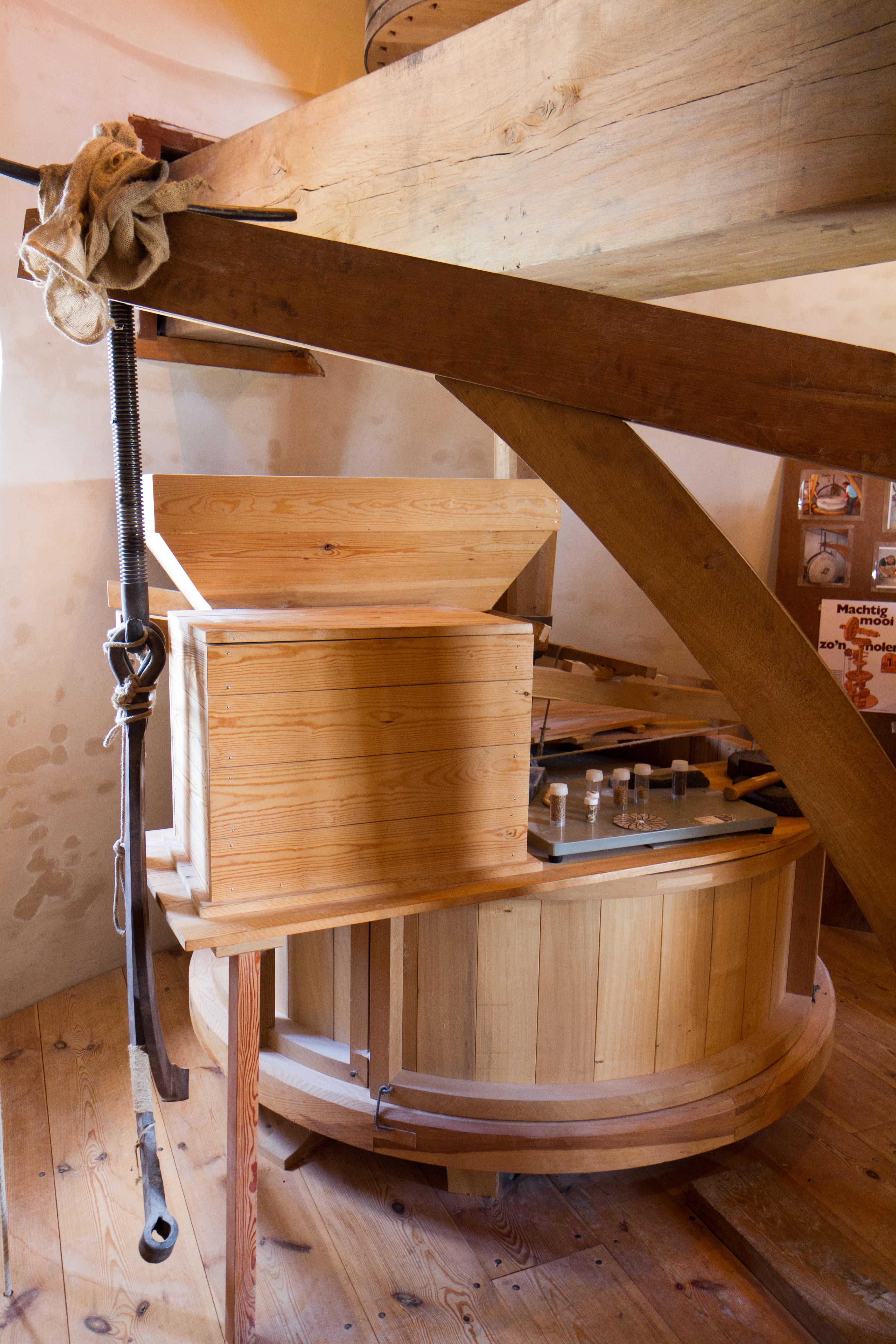
Het koppel kunststenen op de steenzolder
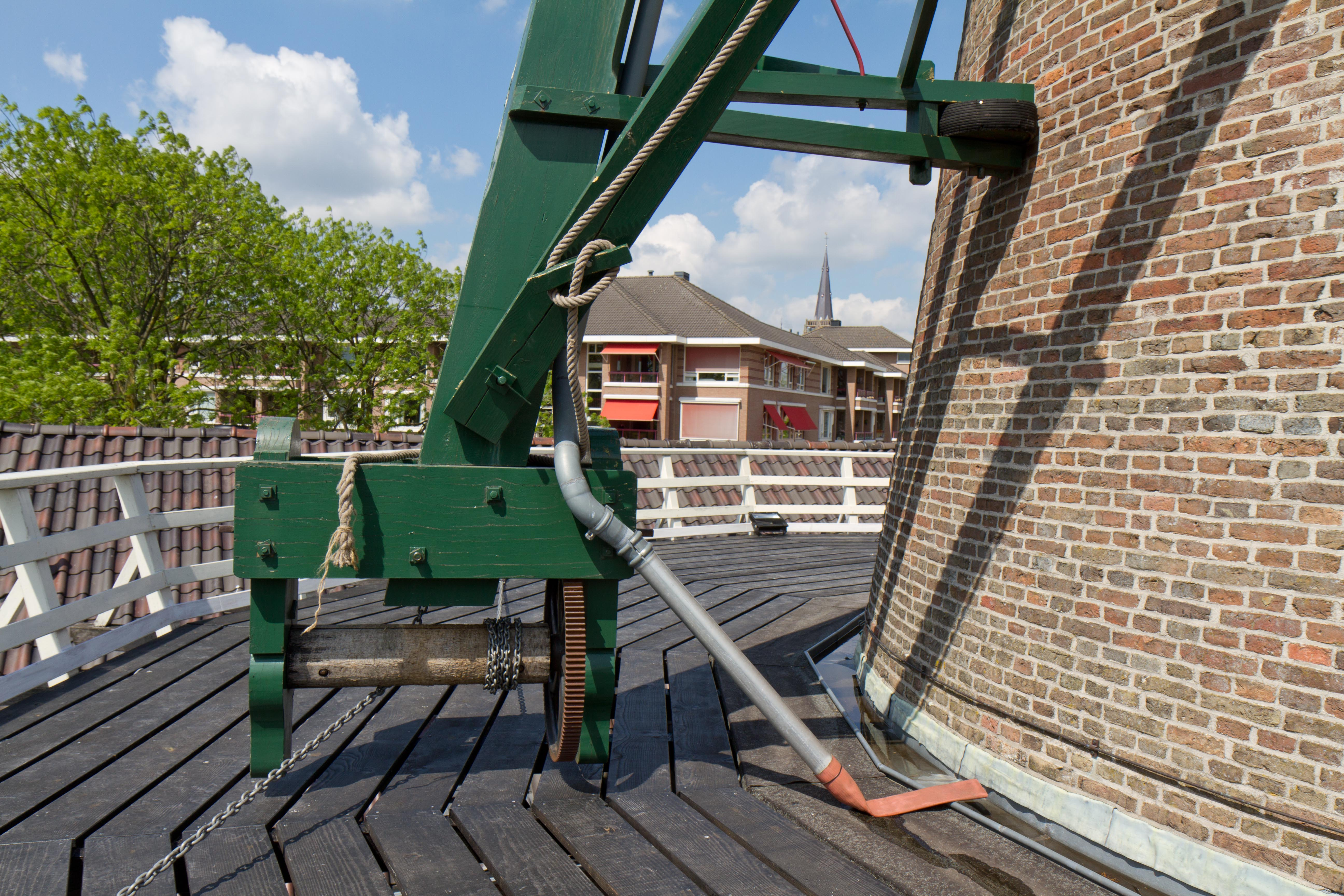
De kruilier